# Andrés Lorente
Andrés Lorente (Anchuelo, baut. 15 de abril de 1624 – Alcalá de Henares, 22 de diciembre de 1703) fue un teórico de la música, compositor y organista español.

## Vida
Andrés Lorente nació en Anchuelo, perteneciente a la archidiócesis de Toledo, actualmente en la Comunidad de Madrid, siendo bautizado el 15 de abril de 1624 en la parroquia de Santa María Magdalena.
Comenzó su educación en Alcalá de Henares a los 12 años, ingresando en la Universidad de Alcalá de Henares en 1645, donde estudió para sacerdote. Se graduó en 1650 y desde 1652 hasta su muerte se mantendría estrechamente vinculado a la institución. Inicialmente parece que actuó como asistente de los doctores y graduados que había dado clases por la mañana. De 1696 a 1701 fue deán de la facultad de Artes.
También fue organista racionero de la iglesia magistral de los Santos Justo y Pastor de Alcalá de Henares, que actualmente es catedral. En Alcalá se apreciaba su conocimiento de órganos y se le nombra como uno de los constructores del órgano de la capilla de San Ildefonso de la Universidad. También se encargó de la restauración del órgano de la iglesia de Santa María Magdalena en Anchuelo en 1664-66 y 1684-85.
También fue comisario de la Inquisición en Quer, un cargo que probablemente era más honorario que efectivo.

## Obra

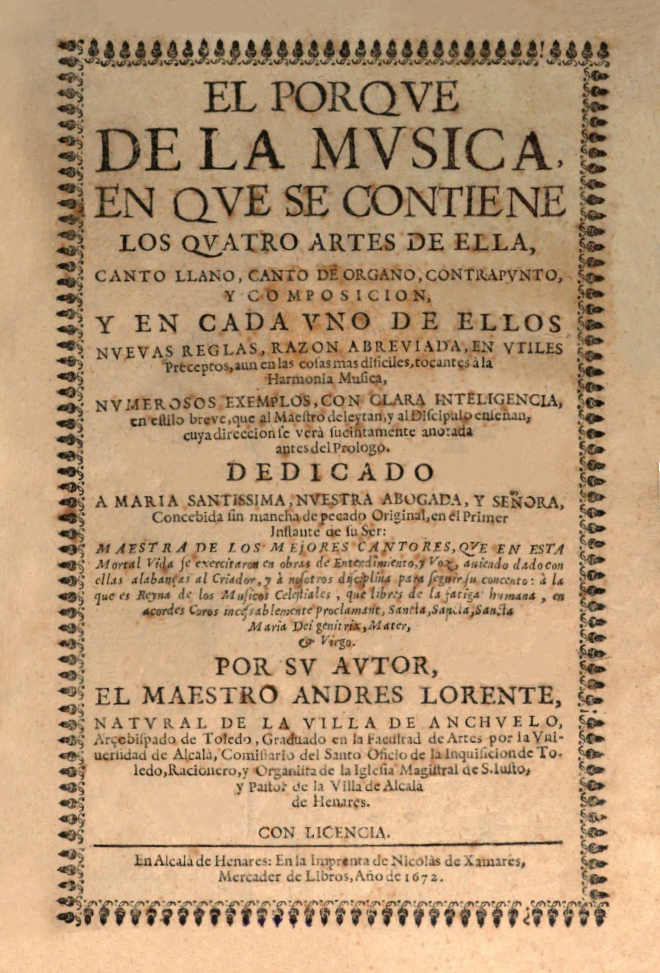
El porqué della música en que se contiene las cuatro artes de ella, canto llano, canto de órgano, contrapunto y composición (1672)

Es autor de El porqué della música en que se contiene las cuatro artes de ella, canto llano, canto de órgano, contrapunto y composición (Alcalá de Henares, 1672), que fue reeditada en 1690 y 1699, lo que da una idea de la resonancia que alcanzó la obra en su época. Representa uno de los tratados musicales más completos publicados en la península en el siglo XVII, haciendo de puente entre El melopeo y maestro (1613) de Cerone y la Escuela música (1724) de Nassarre. Incluye tanto citas eruditas como ejemplos prácticos, con numerosos compuestos por el mismo Lorente. La obra se divide en cuatro libros,
- Libro primero y arte de canto llano, en el que comienza con las definiciones de la música, entonaciones, tonos y sílabas musicales, hablando del canto llano;
- Segundo libro y arte de canto de órgano, que trata de las notas, figuras, puntos y puntillos, compás y sus divisiones, etc., además del canto de órgano;
- Libro tercero y arte de contrapunto, que trata del contrapunto, la consonancia y la disonancia;
- Cuarto libro y arte de composición, que describe las reglas de composición polifónica.

Compuso varias obras, entre ellas, los salmos Verba mea y Domine ne in furore. Se han conservado pocas obras de Lorente, pero parece que considerable número de obras anónimas que aparecen en antologías contemporáneas son composiciones suyas. Parece ser el caso especialmente con el Flores de música de su discípulo Antonio Martín y Coll. Existe un manuscrito en la Biblioteca Nacional que parece demostrado ser de Lorente.